# Gerard van Leyden
Gerard van Leyden (ca. 1230 – 1289) was een klerk en secretaris van graaf Floris V van Holland. Hij was ook lid van de regentschapsraad gedurende de laatste fase van de minderjarigheid van Floris V en hij was een vertrouwenspersoon van de graaf. Hij bezat land bij Rijswijk. Van Leyden was hoogstwaarschijnlijk ook de architect van de Ridderzaal, toen nog de Grote Zaal genoemd. Vast staat dat hij de financiële verantwoordelijkheid droeg van de bouw van de Ridderzaal.

## Nazaten
Van Leyden geldt als de stamvader van het Huis Steenvoorde. Afstammelingen van hem zijn vooral te vinden in de Bollenstreek, waar de naam Steenvoorde nog zeer veel voorkomt.